# Sinagoga de Santo Domingo
La Sinagoga de Santo Domingo es un edificio religioso judío localizado en la ciudad de Santo Domingo, la capital del país caribeño de República Dominicana, se encuentra específicamente en la Avenida Sarasota #21. 
La sinagoga pertenece a la congregación del Centro Israelita de República Dominicana, que reúne a una pequeña comunidad judía, conformada por habitantes de origen sefardíes que llegaron hace algunas décadas a la República Dominicana.  Es la única sinagoga activa en el país, así como en la isla de la Española. Los servicios religiosos se celebran todos los viernes, comenzando Shabat, y en las fiestas judías.